# رودخانه کن
رودخانه‌یِ کن یا رودِ کن، رودی به‌طولِ سی‌وسه کیلومتر است که از ارتفاعاتِ شمالِ غربیِ تهران سرچشمه می‌گیرد، از تهران می‌گذرد، و در جنوبِ تهران می‌خشکد. این رود امروزه پرآب‌ترین رودی است که از تهران می‌گذرد. سالانه حدود پنج‌میلیون متر مکعب از آب این رودخانه برای تکمیل دریاچه‌یِ چیتگر منطقهٔ بیست‌ودو اختصاص می یابد.
این آب در گذشته چندان نقشی در وضع تهران نداشت و بعدها مرز غربی تهران بزرگ بیست‌منطقه‌ای شد و از زمانی که مناطق ۲۱ و ۲۲ شهرداری به آن اضافه شد و مرز شهرداری تهران را به مرز شهرداری کرج متصل کرد، یکی از رودهای تهران به حساب می‌آید.
این رودخانه امروزه با دبی میانگین هشتادوهشت‌میلیون متر مکعب بر سال یا حدود ۲۷۰۰ لیتر بر ثانیه (ایستگاه سولقان) پرآب‌ترین رود تهران است و حوزهٔ آبگیر (حوزهٔ زهکشی) آن به تنهایی بزرگ‌تر از همهٔ حوزه‌های بیش از ۱۲ رودخانهٔ دیگر این شهر، یعنی وردیج (وردآورد)، حصارک (کن)، فرحزاد (فرحزاد یا پونک یا وسک)، مسیل عبدل‌آباد، درکه، ولنجک، دربند، گلابدره، حصارک (جماران)، مسیل منظریه، دارآباد، سرخه‌حصار و … است.
این رود بسیار کم طغیان می‌کند. در ۲۴ آبان ۱۳۹۱ پل کن جاده قدیم کرج فروریخت و
در ۱۲ فروردین ۹۸ باوقوع سیلاب در بسیاری از مناطق ایران و از جمله استان تهران رود کن طغیان کرد.
این رودخانه در گذشته بسیار خروشان و پر آب بوده ولی با گرمای هوا و ساخت و سازها و برداشت آب ها در مسیر دیگر به خشک شدن نزدیک است
با فوانین سخت گیرانه و همت اهالی کن و سولقان میتواند شرایط بحرانی خود را سپری کند

## نام‌ها
این رود تاکنون با سه نام رودخانهٔ کن، رودخانهٔ سولقان، و رودخانه بزرگ شناخته شده‌است. امروزه تنها از دو نام اول استفاده می‌شود.

### وجه تسمیه
«کَن» بن مضارع مصدر «کَندن» بوده و در لهجه تهرانی به معنای گودال و چاله است. وجه تسمیهٔ رودخانهٔ کن، شهر کن، و دره کن هم همین است. رود کن نیز همانند بسیاری از رودهای دیگر در درون یک دره با همین نام قرار گرفته‌است، زیرا رودها در طی هزاران سال به تدریج باعث فرسایش خاک و تشکیل دره می‌شوند. این فرورفتگی طبیعی باعث می‌شود که کن از هیچ جای تهران دیده نشود و به همین سبب اهالی محل در روزگاران قدیم نام این محل را کن گذاشته‌اند.
به غیر از کن، در گذشته افراد محل به رودخانهٔ کن رودخانه بزرگ یعنی «رود بزرگ و پرآب» هم می‌گفته‌اند، زیرا در آن روزگار بدهٔ رود کن بیشتر از امروز بوده‌است. 

## اطلاعات آماری
سرچشمه‌ها
تمام قلل غربی رشته کوه توچال
- بازارک با ارتفاع حدود ۳۷۷۵ متر یا ۳۷۵۸ متر از سطح آبهای آزاد
- لوارک با ارتفاع حدود ۳۵۶۰ متر از سطح آبهای آزاد
- سیاهسنگ یا سیاسنگ با ارتفاع حدود ۳۵۶۰ متر از سطح آبهای آزاد
- پشت بند سنگون یا پشت بند با ارتفاع حدود ۳۳۹۸ متر از سطح آبهای آزاد
- لیچه با ارتفاع حدود ۲۸۷۸ متر از سطح آبهای آزاد (در جنوب شرقی سد امیرکبیر یا کرج)
- کوه پهنه‌حصار، رشته‌کوه و قله‌ای به ارتفاع ۳۳۷۵ متر که رودخانه سنگان از دامنه شرقی آن سرچشمه می‌گیرد.
- رودهای فرعی امامزاده داوود، رندان و کشار

شگاه‌ها
ریزشگاه
در حدود شهرک های گلشهر و گلدسته و راه اهن تهران اهواز و ازاد راه تهران ساوه در حریم منطقه ۱۸ شهرداری تهران و غار غربی شهرستان ری در ارتفاع حدود ۱۱۰۰ متر از اب های ازاد

## حوادث ناگوار
- ۱ اردیبهشت ۱۳۸۴: یک فروند هواپیمای بوئینگ ۷۰۷ هواپیمایی ساها که در مسیر کیش-تهران در حرکت بود، در فرودگاه مهرآباد که قصد فرود در آن را داشت، از مسیر منحرف، و وارد این رودخانه شد. این حادثه دو کشته، یک مفقود، و ۴۸ زخمی برجای گذاشت. عدم انجام وظیفهٔ مهمانداران، عدم وجود ترمزهای اضطراری موسوم به راگبر در این هواپیما، و فرسوده بودن پل روی رودخانهٔ سولقان دلایل این حادثه بودند.
- صبح روز ۴ دی ۱۳۸۵: یک دستگاه پژو آردی که تنها یک سرنشین داشت، به دلایل نامعلومی به داخل رودخانه سقوط کرد و تنها سرنشینش به دلیل ضربهٔ وارده در دم جان باخت.[۲]
- ۹ اردیبهشت ۱۳۸۶: یک کودک ۶ سالهٔ افغان بر اثر سقوط در رودخانهٔ سولقان در شمال غربی تهران جان خود را از دست داد. جسد وی پس از جستجوی فراوان در فرحزاد یافت شد.[۳]
- ۲۵ تیر ۱۳۸۶: شخصی با نام وحید؛ و در آبشار رودخانه کن در دهکده المپیک غرق و کشته شد. او با چند تن دیگر در حال شناکردن در این رود بود که به خاطر عدم تسلط به شنا و نیز محل نامناسب شنا غرق شد.
- ۲۷ فروردین ۱۳۹۱: طغیان رودخانه مجاور ایستگاه ارم در تقاطع خطوط ۴ و ۵ مترو که بر اثر بارندگی بی‌سابقه روز قبل ایجاد شده بود باعث ورود آب به خط ۴ مترو و اختلال در آن شد.[۴]

در سال ۱۳۷۸ کودک ۷ ساله به نام محمد آل معصوم در محدوده میدان المپیک به داخل آن افتاد و پس از سه روز جنازه اش زیر پل تعاون پیدا شد

## مسیر

### از سرچشمه تا سولقان
رودخانهٔ کن از تجمع آب برف تمام قلل غربی رشته کوه توچال؛ بازارک با ارتفاع حدود ۳۷۷۵ متر یا ۳۷۵۸ متر از سطح آبهای آزاد، لوارک با ارتفاع حدود ۳۵۶۰ متر از سطح آبهای آزاد، سیاهسنگ یا سیاسنگ با ارتفاع حدود ۳۵۶۰ متر از سطح آبهای آزاد، پشت بند سنگون یا پشت بند با ارتفاع حدود ۳۳۹۸ متر از سطح آبهای آزاد، و لیچه با ارتفاع حدود ۲۸۷۸ متر از سطح آبهای آزاد (در جنوب شرقی سد امیرکبیر یا کرج) و چشمه‌های دامنه‌های آنها، که ارتفاع مرتفع ترینشان از سطح آبهای آزاد حدود ۳۱۰۰ متر است، از شرق به غرب با رودهای فرعی امامزاده داوود که در ارتفاعات شمال شرقی امامزاده داوود، ۲۲ کیلومتری شمال غربی تهران، سرچشمهٔ اصلی این رود است، رندان، سنگان، و کشار در دره سولقان در روستای سولقان پدید می‌آید.

### از سولقان تا دریافت آب درکه
رود کن پس از سولقان در دامنهٔ کوه مَزرا (مزار) مورد استفادهٔ زیاد قرار گرفته و از شدت بدهٔ آن کم می‌شود. سپس وارد شهر کن که امروزه تا حدود زیادی بخشی از تهران است، می‌شود؛ پس از خروج از کن در جنوب کن دوباره مورد استفادهٔ زیاد قرار گرفته و از شدت بدهٔ آن کاسته می‌شود. سپس در جنوب پارک ارم و آزادراه تهران-کرج (آزادراه شهید فهمیده) آب رودخانهٔ درکه را دریافت می‌کند 

### وب تهران

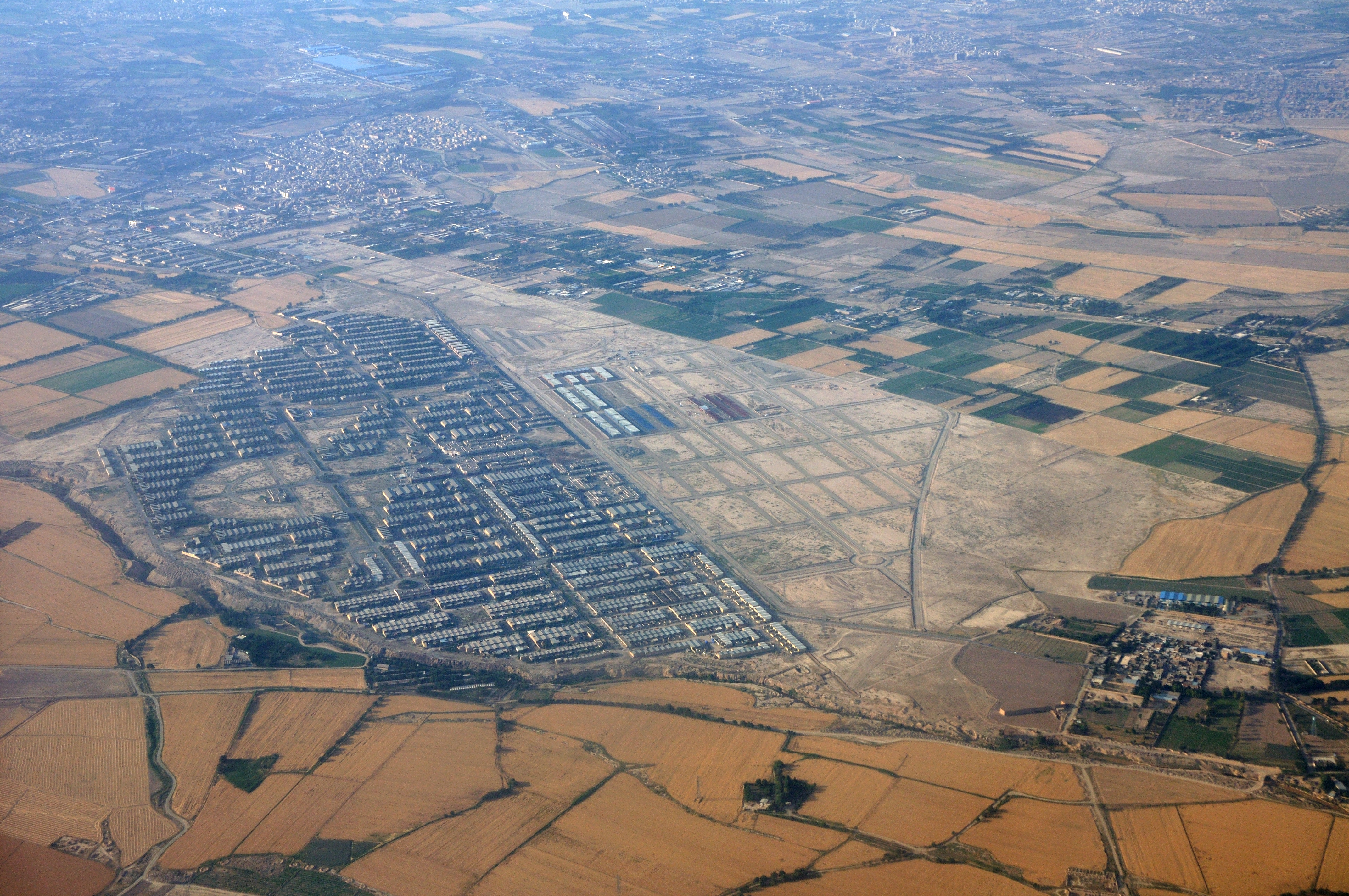
رودخانهٔ کن در جعفرآباد جنگل

از درکه تا غار غرب ی ری مسیل این رود در حدود ۷۰۰ متری جنوب جاده قدیم کرج بزرگراه فتح) محدود می‌شود و پس از دریافت آب رودخانه یافت‌آباد در جنوب غربی تهران و یافت‌آباد دوباره فراخ شده و با عبور از زیر بزرگراه آزادگان، در حدود شهرکهای گلدسته گلشهر و در حریم منطقه ۱۸ شهرداری تهران و در ارتفاع حدود ۱۱۰۰ متر از سطح اب های ازاد می خشکد در گذشته اب ان وارد مسیل و مسیر شاخه شرقی رود کرج می شد و به دریاچه نمک قم می رفت .